# Surprise (musikalbum)
Surprise är Paul Simons elfte soloalbum utgivet 10 maj 2006. Albumet är producerat av Paul Simon, tillsammans med Brian Eno som står för något som kallas för "sonic landscape".
Albumet nådde Billboardlistans 14:e plats.
På den Englandslistan nådde det 4:e plats. Låten Father and daughter nominerades till en Amerikansk Oscar för bästa sång i filmen The Wild Thornberrys år 2003.

## Låtlista
Samtliga låtar skrivna av Paul Simon förutom där annat anges.
1. "How Can You Live in the Northeast?" - 3:42
2. "Everything About It Is a Love Song" - 3:57
3. "Outrageous" (Paul Simon/Brian Eno) - 3:24
4. "Sure Don't Feel Like Love" - 3:57
5. "Wartime Prayers" - 4:50
6. "Beautiful" - 3:08
7. "I Don't Believe" - 4:10
8. "Another Galaxy" (Paul Simon/Brian Eno) - 5:22
9. "Once Upon a Time There Was an Ocean" (Paul Simon/Brian Eno) - 3:55
10. "That's Me" - 4:43
11. "Father and Daughter" - 4:11